# José Adriano
José Adriano Ribeiro da Silva, mais conhecido como Zé Adriano (Rio Branco, 18 de março de 1966), é um administrador e político brasileiro filiado ao Progressistas (PP).

## Biografia
Zé Adriano é administrador por formação e possui uma trajetória destacada no setor produtivo do Acre. Atuou como vice-presidente e diretor do Sindicato da Indústria da Construção Civil do Estado do Acre a partir de 1998. Em 2015, assumiu a presidência da Federação das Indústrias do Estado do Acre (FIEAC), cargo que ocupou até 2024. Também presidiu o Fórum Empresarial de Inovação e Desenvolvimento do Acre entre 2020 e 2024.

## Carreira política
Nas eleições de 2022, Zé Adriano foi candidato a deputado federal pelo Acre, obtendo 10.623 votos e ficando como primeiro suplente pelo Progressistas (PP).
Em 1º de janeiro de 2025, assumiu o mandato de deputado federal na Câmara dos Deputados após a renúncia de Gerlen Diniz, eleito prefeito de Sena Madureira nas eleições municipais de 2024.
Na Câmara dos Deputados, Zé Adriano atua como membro titular da Comissão de Indústria, Comércio e Serviços e da Comissão de Desenvolvimento Econômico, além de suplente na Comissão de Viação e Transportes.